# Duvalia
 Duvalia  – wymarły rodzaj belemnitów z podrzędu Duvaliina. Żył w okresie kredowym. 
Opis:
Wśród znajdywanych skamieniałości tego rodzaju dominują rostra. Są to rostra silnie spłaszczone, szerokie, o przekroju poprzecznym wydłużonej elipsy. Wierzchołka bardzo szeroki, łagodnie zaokrąglony. 
Znaczenie:
Skamieniałości różnych gatunków Duvalia są  skamieniałościami pomocniczymi w datowaniu wczesnej kredy Europy. 
Tryb życia:
Morski nekton
Występowanie:
Rodzaj dość liczny, ale występuje prawie wyłącznie w utworach tetydzkich Europy i północnej Afryki (Algieria). Pojedyncze znalezisko z Holandii.
Zasięg wiekowy:
Wczesna kreda – berrias–apt
Wybrane gatunki o dużej wartości stratygraficznej:
- Duvalia binervia
- Duvalia lata
- Duvalia dilatata
- Duvalia conica